# Almayrac
Almayrac település Franciaországban, Tarn megyében. Lakosainak száma 294 fő (2022. január 1.). Almayrac Mirandol-Bourgnounac, Carmaux, Monestiés, Sainte-Gemme és Trévien községekkel határos.

## Népesség
A település népességének változása:
| Lakosok száma | 282  | 283  | 292  | 293  | 289  | 294  | 296  | 295  | 294  |
|               | 2013 | 2015 | 2016 | 2017 | 2018 | 2019 | 2020 | 2021 | 2022 |